# 日經映像
株式會社日經映像（日语：株式会社日経映像、にっけいえいぞう）是日本的一家電視節目製作公司，並且亦擔當「日經CNBC」的運營。世界經濟衛星和新聞早晨衛星等節目由日經映像製作。該公司亦曾參與過遊戲製作。

## 外部連結
- 日経映像 （页面存档备份，存于）
- YouTube上的日経映像ONLINE チャンネル頻道